# أحمد عثمان
أحمد عثمان، (8 يوليو 1907 - 13 نوفمبر 1970م )، نحات وكاتب وباحث في علم المصريات ولد بمحافظة أسوان. التحق بمدرسة الفنون والزخارف المصرية عام 1923م وبعد تخرجه عام 1927م عين مسجلاً للحفريات الاثرية في فلسطين، ثم سافر إلى إيطاليا في بعثة، وحصل على الدكتوراه في النحت.

## أعماله
- تمثال عبد المنعم رياض .
- النحت البارز للمدخل الرئيسي لحدائق الحيوان بالجيزة 1936
- النحت البارز في حوائط محطة سراي القبة عام 1937.
- النحت البارز على قاعدة تمثال إبراهيم باشا، ويمثل الجيش المصري سنة 1949
- ترميم وإقامة تمثال رمسيس الثاني سنة 1953
- النحت البارز بنادي ضباط الجيش بالزمالك وهليوبوليس.
- تجميل مدخل برج القاهرة السياحي بأكبر نسر من البرونز
- تمثال الشاعر أحمد شوقي بالقاهرة سنة 1960
- النصب التذكاري لميدان الجمهورية الذي تطل عليه محطة السكة الحديد بالإسكندرية 1966
- النحت البارز بدار الأوبرا لنجيب الريحاني، ومحمد تيمور- قبل احتراقها .
- واجهة مبنى الكونسرفتوار سنة 1967.
- تمثال يمثل رمز العلم والصحة والرفاهية بسرس الليان 1966
- تمثال الأثري محمد زكريا غنيم المقام بفناء المتحف المصرى بالقاهرة 1960
- النحت البارز على واجهة مصلحة المساحة العسكرية بالقاهرة 1965
- تمثال النزهة واختارته مؤسسة هليوبوليس بالقاهرة.
- تمثال الزعيم محمد فريد المقام في مبنى نقابة المعلمين بالقاهرة .

## وفاته
وتوفى عثمان في نوفمبر سنة 1970م في حادث قطار .